# Ross 248

Distancia de las estrellas más cercanas desde hace 20 000 años hasta 80 000 años en el futuro.

Ross 248 (Gliese 905 / HH Andromedae) es una estrella en la constelación de Andrómeda. Fue descubierta por Frank Elmore Ross en 1925.
De magnitud aparente +12,29, no es observable a simple vista, y se localiza al sur de λ Andromedae, cerca de κ Andromedae e ι Andromedae.

## Distancia
Ross 248 es una de las estrellas más próximas al sistema solar —la novena actualmente—, a 10,30 años luz de distancia. Sin embargo, dentro de 37 100 años se situará a tan solo 3,03 años luz de la Tierra, cuando será la estrella más próxima al Sol.
La sonda espacial Voyager 2 pasará a 1,76 años luz de Ross 248 dentro de unos 40 200 años.

## Características
Ross 248 es una enana roja de tipo espectral M6.0V con una temperatura efectiva de 3058 K.
Con solo el 13,6 % de la masa del Sol y el 17 por ciento de su diámetro, su luminosidad equivale a una diezmilésima de la luminosidad solar. Exhibe una metalicidad —abundancia relativa de elementos más pesados que el helio— superior a la solar en un 38 % ([M/H] = +0,14) pero, a diferencia del Sol, es considerada una estrella del disco grueso.
Ross 248 es una estrella variable del tipo BY Draconis, por lo que recibe el nombre, en cuanto a variable, de HH Andromedae.
La variación de su brillo es de 0,13 magnitudes.
Fue la primera estrella en donde las pequeñas variaciones de brillo fueron atribuidas a manchas en su fotosfera (1950).
Se han notificado posibles períodos de 4,2 y 120 años —así como otros cinco períodos entre 60 y 91 días— que pueden estar causados por la presencia de una acompañante estelar aún no detectada.